# Raymond IV (évêque)
Pour les articles homonymes, voir Raymond d'Uzès et Raymond IV.
Raymond IV dit de Mas d'André (de Mansus Andreæ), 28e évêque d'Uzès, épiscopat de 1212 à 1227.

## Biographie
1212 Le successeur de Raymond III apparaît pour la première fois, au sujet d'un conflit survenu entre cet évêque et Bermond II d'Uzès : Bermondi Ucetice domini cum R. episcopo Ucetiensi, successore R..
1213 Raymond IV reçoit le serment de Bermond II d'Uzès le 9 février. Il assiste à la bataille de Muret le 12 septembre.
1215 Il reçoit de Simon de Montfort l'investiture de la vicomté d'Uzès le 6 mars. L'acte d'investiture faite en faveur de l'évêque d'Uzès s'exprime aussi en ces termes : Secundum tenorem instrumentorum quae facta sunt inter predecessorem tuum dominum Raimundum quondam Uticensem episcopum et Raimundum quondam comitem Tolosæ. Il reçoit de Simon de Montfort l'investiture de la vicomté d'Uzès.
1216-1227 Il apparaît encore.
Les historiens l'ont souvent confondu avec son prédécesseur Raymond III, légat du Saint-Siège.